# Rödskallig kråktrast
Rödskallig kråktrast (Picathartes oreas) är en afrikansk tätting som tillsammans med gulskallig kråktrast utgör familjen kråktrastar.

## Kännetecken

### Utseende
Rödskallig kråktrast är en stor fågel med ett huvud färgat i karminrött, svart och lila. Ovansidan är mörkt blågrå med silkesgrå strupe och bröst samt gult på buken.

### Läten
Kråktrastar är tystlåtna fåglar. Varningslätet är ett mjukt och utdraget visslande.

## Utbredning och systematik
Rödskallig kråktrast är en stannfågel som förekommer i tropisk regnskog från sydöstra Nigeria till södra Kamerun och nordöstra Gabon samt på ön Bioko i Guineabukten. Den behandlas som monotypisk, det vill säga att den inte delas in i några underarter.

## Levnadssätt
Rödskallig kråktrast bebor ursprunglig regnskog, men kan tolerera skog påverkad av människan i större utsträckning än man tidigare trott. Den livnär sig huvudsakligen av ryggradslösa djur som myror, daggmaskar, iglar, sniglar, skalbaggar, gräshoppor och vivlar, men även ryggradsdjur som grodor och ödlor.
Fågeln häckar i grottor och på exponerade klippor där ett överhäng finns för att skydda boet mot regn och ofta ovanför en flod för att skydda sig mot rovdjur. Häckning har också observerats under betongbroar i Lopé National Park, Gabon. Där det råder brist på boplatser häckar den i kolonier. I boet som utgörs av torkad lera med torrt gräs och löv lägger den vanligtvis två ägg som ruvas i 21-24 dagar och cirka 24 dagar efter kläckning är ungarna flygga.

## Status
Även om rödskallig kråktrast har ett stort utbredningsområde är populationen med under 10 000 vuxna individer relativt liten och dessutom fragmenterad. Den tros också minska i antal på grund av habitatförstörelse. Internationella naturvårdsunionen IUCN kategoriserar arten som nära hotad.